# Pierreville (Meurthe-et-Moselle)
Pierreville é uma comuna francesa na região administrativa de Grande Leste, no departamento de Meurthe-et-Moselle. Estende-se por uma área de 2,87 km². Em 2010 a comuna tinha 305 habitantes (densidade: 106,3 hab./km²).